# To-y
To-y è un manga scritto e disegnato da Atsushi Kamijo. È stato serializzato da Shōgakukan sulla rivista di shōnen Weekly Shōnen Sunday dal 1985 al 1987, e successivamente raccolto in dieci volumi tankōbon. To-y racconta la storia dei GASP, una band punk rock, e del loro tentativo di ottenere un contratto discografico per raggiungere la celebrità.
Il manga è stato adattato in un lungometraggio animato OVA nel 1987.

## Trama
La storia segue le avventure di To-y Fujii (藤井冬威?), cantante dei GASP, e dei suoi tentativi di non svendersi durante la sua ascesa nell'industria discografica. To-y, spesso osteggiato dalle band rivali, si troverà in un triangolo amoroso con la cugina Hiderow e la giovane fan Niya. Nel finale dovrà scegliere se seguire la via del successo idol-pop o se rimanere fedele al suo istinto punk.

## Media

### Manga
To-y è stato scritto e disegnato da Atsushi Kamijo. Serializzato sulla rivista Weekly Shōnen Sunday della casa editrice Shōgakukan dal 3 aprile 1985 al 25 marzo 1987, To-y è stato in seguito raccolto in dieci volumi tankōbon pubblicati dal 18 settembre 1985 al 18 giugno 1987. Shōgakukan ha poi ripubblicato l'intera serie in sei volumi bunkoban tra il 17 gennaio e il 16 maggio 1997. Per il suo 30º anniversario, la serie venne infine ripubblicata in edizione deluxe in cinque volumi tra il 21 dicembre 2015 e il 25 aprile 2016.
L'edizione in italiano è stata curata da saldaPress nell'edizione deluxe in cinque volumi, dal 4 novembre 2022 al 17 marzo 2023.

#### Lista dei volumi
| Nº | Data di prima pubblicazione | Data di prima pubblicazione | Data di prima pubblicazione | Data di prima pubblicazione |
| Nº | Giapponese                  | Giapponese                  | Italiano                    | Italiano                    |
| -- | --------------------------- | --------------------------- | --------------------------- | --------------------------- |
| 1  | 18 settembre 1985           | ISBN 4-09-121351-0          | 4 novembre 2022             | ISBN 9791254611012          |
| 2  | 18 novembre 1985            | ISBN 4-09-121352-9          | 4 novembre 2022             | ISBN 9791254611012          |
| 3  | 18 gennaio 1986             | ISBN 4-09-121353-7          | 2 dicembre 2022             | ISBN 9791254611029          |
| 4  | 18 marzo 1986               | ISBN 4-09-121354-5          | 2 dicembre 2022             | ISBN 9791254611029          |
| 5  | 18 giugno 1986              | ISBN 4-09-121355-3          | 13 gennaio 2023             | ISBN 9791254611036          |
| 6  | 18 settembre 1986           | ISBN 4-09-121356-1          | 13 gennaio 2023             | ISBN 9791254611036          |
| 7  | 18 novembre 1986            | ISBN 4-09-121357-X          | 24 febbraio 2023            | ISBN 9791254611043          |
| 8  | 18 febbraio 1986            | ISBN 4-09-121358-8          | 24 febbraio 2023            | ISBN 9791254611043          |
| 9  | 18 aprile 1986              | ISBN 4-09-121359-6          | 17 marzo 2023               | ISBN 9791254611050          |
| 10 | 18 giugno 1987              | ISBN 4-09-121360-X          | 17 marzo 2023               | ISBN 9791254611050          |

### OAV
Nel 1987 il manga è stato adattato in original anime video (OAV) dallo studio di animazione Gallop. L'OAV è stato diretto da Mamoru Hamatsu con il character design di Naoyuki Onda e la direzione artistica di Shichirō Kobayashi. Masaya Matsūra era il responsabile della musica e la sua band (i Psy-S) hanno fornito le sigle: Lemon no yūki (Lemonの勇気?) e Cubic Lovers.
L'OAV è stato distribuito il 1º ottobre 1987 su supporti VHS, LaserDisc, Betamax e Video High Density. Il 30 giugno 2021 Sony Music Entertainment Japan - che ha prodotto l'OAV - ne ha messo in commercio un set Blu-ray rimasterizzato in edizione limitata.

## Accoglienza e impatto culturale
To-y è stato un pioniere dei manga a tema musicale e ha influenzato altre serie come Beck e Nana.
Nel 2007 Justin Sevakis di Anime News Network ha riferito che alcuni fan hanno effettuato un restauro digitale fotogramma per fotogramma dell'OAV di To-y. Justin Sevakis ha affermato che si trattava del primo restauro ad opera dei fan nella comunità degli anime.
Il gruppo musicale visual kei Penicillin ha preso il nome dai "Penicillin Shock", una delle band protagoniste del manga, e ha intitolato il loro primo album come la band immaginaria. Nel 2015 Atsushi Kamijo ha disegnato la copertina dell'album dei Penicillin Memories ~Japanese Masterpieces~.